# Holinergično živčevje
Holinergično živčevje ali holinergični sistem je del vegetativnega živčevja, v katerem je v končnih sinapsah živčni prenašalec acetilholin. V širšem smislu holinergični sistem zajema
sistem vseh živčnih celic, ki za prenos živčnih impulzov uporabljajo acetilholin, tudi tiste v osrednjem živčevju.

## Receptorji
V holinergični prenos impulzov, ki ga sproži vezava acetilholina na receptorje, sta vključena dva tipa holinergičnih receptorjev: nikotinski in muskarinski receptorji, poimenovana po dveh alkaloidih, nikotinu in muskarinu. Nikotin namreč deluje agonistično le na prvi podtip receptorjev, muskarin pa na drugega. Nadalje se nikotinski delijo na receptorje N1, ki se nahajajo v živčno-mišičnih stikih, in receptorje N2, ki so v živčnih ganglijih. V osrednjem živčevju pa so prisotni še številni drugi podtipi, ki so sicer bolj sorodni z ganglijskim podtipom N1. Tudi pri muskarinskih receptorjih je poznanih več podtipov, in sicer od M1 do M5.